# Premio São Paulo de Literatura
El Premio São Paulo de Literatura es un premio brasileño otorgado por el Gobierno del Estado de São Paulo para aumentar el interés en la literatura. Desde el inicio en 2008, fue dos categorías de premios: un premio de R$200.000 para el Mejor Libro del Año y un otro premio de R$200.000 para el Mejor Libro del Año por un Autor Debut.
Una nueva estructura se anunció para el premio 2013. Bajo la nueva estructura el premio 2013 al Mejor Libro del Año se quedaría en R$200.000, mientras que el premio al Mejor Libro del Año por un Autor Debut se dividió, con R$100.000 siendo premiado por el mejor libro de un debut autor hasta 40 años y R$100.000 para el mejor libro de un autor debut con más de 40 años. Un autor que ha publicado anteriormente los libros de otro género sigue siendo considerado un autor debut, si el libro en cuestión es su primera novela.

## Obras Ganadores del Premio
La siguiente es una lista de los ganadores desde el primer Premio São Paulo:
| Año  | Mejor Libro del Año          | Mejor Libro del Año         | Mejor Libro del Año        |
| Año  | Autor                        | Título Original             | Título en Español          |
| ---- | ---------------------------- | --------------------------- | -------------------------- |
| 2008 | Cristóvão Tezza              | O Filho Eterno              | El Hijo Eterno             |
| 2009 | Ronaldo Correia de Brito     | Galiléia                    | Galilea                    |
| 2010 | Raimundo Carrero             | A minha alma é irmã de Deus |                            |
| 2011 | Rubens Figueiredo            | Passageiro do Fim do Dia    | Pasajero del final del día |
| 2012 | Bartolomeu Campos de Queirós | Vermelho Amargo             |                            |
| 2013 | Daniel Galera                | Barba ensopada de sangue    |                            |
| 2014 | Estêvão Azevedo              | Tempo de Espalhar Pedras    |                            |

| Año  | Mejor Libro del Año - Debut Autor | Mejor Libro del Año - Debut Autor | Mejor Libro del Año - Debut Autor |
| Año  | Autor                             | Título Original                   | Título en Español                 |
| ---- | --------------------------------- | --------------------------------- | --------------------------------- |
| 2008 | Tatiana Salem Levy                | A Chave de Casa                   | La llave de Esmirna               |
| 2009 | Altair Martins                    | A Parede no Escuro                |                                   |
| 2010 | Edney Silvestre                   | Se eu fechar os olhos agora       |                                   |
| 2011 | Marcelo Ferroni                   | Método Prático da Guerrilha       | Método práctico de la guerrilla   |
| 2012 | Suzana Montoro                    | Os Hungareses                     |                                   |

| Año  | Mejor Libro del Año - Debut Autor de Hasta 40 Años | Mejor Libro del Año - Debut Autor de Hasta 40 Años | Mejor Libro del Año - Debut Autor de Hasta 40 Años |
| Año  | Autor                                              | Título Original                                    | Título en Español                                  |
| ---- | -------------------------------------------------- | -------------------------------------------------- | -------------------------------------------------- |
| 2013 | Jacques Fux                                        | Antiterapias                                       |                                                    |
| 2014 | Débora Ferraz                                      | Enquanto Deus Não Está Olhando                     |                                                    |

| Año  | Mejor Libro del Año - Debut Autor Más de 40 Años | Mejor Libro del Año - Debut Autor Más de 40 Años | Mejor Libro del Año - Debut Autor Más de 40 Años |
| Año  | Autor                                            | Título Original                                  | Título en Español                                |
| ---- | ------------------------------------------------ | ------------------------------------------------ | ------------------------------------------------ |
| 2013 | Paula Fábrio                                     | Desnorteio                                       |                                                  |
| 2014 | Micheliny Verunschk                              | Nossa Teresa - Vida e Morte de Uma Santa Suicida |                                                  |